# دوري الدرجة الثانية السعودي 2022–23
دوري الدرجة الثانية السعودي 2022–23 هو الموسم 27 من دوري الدرجة الثانية السعودي منذ إنشائه في عام 1996، تبدأ الجولة الافتتاحية للمباريات في سبتمبر 2022.

## تغييرات الفرق
يتنافس 32 فريق في الدوري، منها 21 فريقاً من دوري الدرجة الثانية السعودي 2021–22، وخمس فرق هبطت من دوري الأمير محمد بن سلمان 2021–22 وست فرق أخرى ترقت من دوري الدرجة الثالثة.

### إلى دوري الدرجة الثانية
ترقت من دوري الدرجة الثالثة
- نادي الصقور
- نادي القوس
- نادي جرش
- نادي ساجر
- نادي قلوة
- نادي الشعيب

هبطت من دوري الدرجة الأولى السعودي 2021–22
- نادي الدرعية
- نادي الكوكب
- نادي النهضة
- نادي بيشة
- نادي الجيل

### من دوري الدرجة الثانية
ترقت إلى دوري الدرجة الأولى السعودي 2022–23
- النادي العربي
- نادي الرياض
- نادي القيصومة

هبطت إلى دوري الدرجة الثالثة
- نادي الذهب
- نادي عفيف
- نادي النجوم
- نادي الثقبة

## الفرق
؛المجموعة أ 
| النادي   | الموقع      | الملعب                                      |
| -------- | ----------- | ------------------------------------------- |
| البكيرية | البكيرية    | ملعب نادي البكيرية                          |
| الدرعية  | الدرعية     | استاد الأمير تركي بن عبد العزيز (الرياض)    |
| الانتصار | رابغ        | ملعب نادي الانتصار                          |
| الجندل   | دومة الجندل | ملعب نادي العروبة (سكاكا)                   |
| اللواء   | بقعاء       | ملعب نادي الجبلين (حائل)                    |
| النهضة   | الدمام      | ملعب الأمير فهد بن سلمان                    |
| القوس    | الخرمة      | ملعب نادي القوس                             |
| السد     | الدلم       | ملعب نادي الشعلة (الخرج)                    |
| الصقر    | بريدة       | ملعب نادي التعاون                           |
| التقدم   | المذنب      | ملعب نادي النجمة (عنيزة)                    |
| الترجي   | القطيف      | ملعب نادي الخليج                            |
| عرعر     | عرعر        | ملعب الأمير عبد الله بن عبد العزيز بن مساعد |
| حطين     | صامطة       | مدينة الملك فيصل الرياضية (جازان)           |
| جرش      | أحد رفيدة   | مدينة الأمير سلطان الرياضية (أبها)          |
| قلوة     | قلوة        | ملعب نادي قلوة                              |
| طويق     | الزلفي      | ملعب نادي الزلفي                            |

المجموعة ب
| النادي   | الموقع           | الملعب                       |
| -------- | ---------------- | ---------------------------- |
| الأنصار  | المدينة المنورة  | ملعب نادي الأنصار            |
| الجيل    | الأحساء (الهفوف) | ملعب الأمير عبد الله بن جلوي |
| الكوكب   | الخرج            | ملعب نادي الشعلة             |
| النعيرية | النعيرية         | ملعب نادي الاتفاق            |
| النجمة   | عنيزة            | ملعب نادي النجمة             |
| الروضة   | الأحساء (الجشة)  | ملعب الأمير عبد الله بن جلوي |
| الريان   | حائل             | ملعب نادي الجبلين            |
| الصفا    | صفوى             | ملعب نادي الصفا              |
| الشعيب   | حريملاء          | ملعب عرقه الرياضي (الرياض)   |
| الشرق    | الدلم            | ملعب نادي الشعلة (الخرج)     |
| الصقور   | تبوك             | مدينة الملك خالد الرياضية    |
| الوشم    | شقراء            | ملعب نادي الوشم              |
| الزلفي   | الزلفي           | ملعب نادي الزلفي             |
| بيشة     | بيشة             | ملعب جامعة بيشة              |
| ساجر     | ساجر             | ملعب نادي الوشم (شقراء)      |
| وج       | الطائف           | ملعب الملك فهد               |